# Paleoinspiración
La paleoinspiración es un cambio de paradigma que lleva a científicos y diseñadores a inspirarse en materiales, sistemas o procesos antiguos (del arte, la arqueología, la historia natural o el paleoambiente) para desarrollar nuevos materiales, sistemas o procesos, sobre todo con vistas a la sostenibilidad y la creación.
La paleoinspiración ya ha contribuido a numerosas aplicaciones· en campos tan variados como la química verde, el desarrollo de nuevos materiales artísticos, materiales compuestos, microelectrónica o materiales de construcción·.

## Semántica y definiciones
Aunque este tipo de aplicaciones se conocen desde hace mucho tiempo, el concepto en sí fue acuñado por equipos del CNRS, el Instituto Tecnológico de Massachusetts y la Universidad de Ciencias Aplicadas de Berna inspirados por el término bioinspiración. Publicaron este concepto en un artículo original publicado en línea en 2017 por la revista Angewandte Chemie.
Se han utilizado diferentes nombres para designar las aplicaciones correspondientes, en particular : paleoinspirado, "antiqua-inspired", "antiquity-inspired"  o arqueomimético. El uso de estos diferentes nombres subraya el gran desfase temporal entre las fuentes de inspiración, desde millones de años cuando se consideran sistemas paleontológicos y fósiles, hasta sistemas materiales arqueológicos o artísticos mucho más recientes, o incluso subactuales (inspirados de la creación contemporánea o del patrimonio industrial).

## Propiedades buscadas
Se buscan propiedades fisicoquímicas y mecánicas distintas.
Pueden referirse a propiedades intrínsecas de materiales paleoinspirados:
- durabilidad (materiales que se encuentran en ciertos contextos, que han resistido la alteración en estos ambientes), resistencia a la corrosión o alteración
- propiedades electrónicas o magnéticas
- propiedades ópticas (en particular de pigmentos o tintes, materiales utilizados para la fabricación de cerámica [10]).

También pueden referirse a los procesos químicos:
- procesos con bajo consumo de energía o recursos, con miras a procesos químicos que promuevan el desarrollo sostenible
- en particular procesos de síntesis mediante química suave

## El enfoque paleo-inspirado
Este enfoque combina varios pasos clave.
1. Observación: Esta fase se refiere a los materiales, a sus propiedades, o a los procesos químicos (particularmente en relación con el estudio de las cadenas operativas en arqueología, o la historia de las técnicas, en particular la de las técnicas artísticas), y los procesos de alteración (o en particular la trabajo realizado en tafonomía experimental). Esta es, por tanto, una primera fase de ingeniería inversa. Algunos de estos estudios se encuadran dentro del campo de la antropología. Como en el caso de la bioinspiración, esta fase es fundamental y se basa en un enfoque que favorece una exploración creativa de los objetos, con pocas ideas preconcebidas (serendipia).
2. Recreación: A esta primera fase le sigue una segunda destinada a simplificar materiales, sistemas y procesos para identificar los mecanismos fundamentales en el origen de las propiedades observadas. Este paso requiere un vaivén entre la síntesis de sistemas simplificados y la caracterización de los objetos de estudio.
3. Diseño: Finalmente, sigue una fase de concepción o diseño, por lo tanto relativa a los materiales, sistemas o procesos, y encaminada a su implementación concreta para las aplicaciones.

## Algunas aplicaciones prácticas

### Materiales de construcción sostenibles
Entre los ejemplos emblemáticos se encuentra el estudio microscópico de las fases minerales presentes en el hormigón romano para reproducir su durabilidad en ambientes agresivos, particularmente en el medio marino.

### Materiales colorantes sostenibles
Un descubrimiento notable es el esclarecimiento de la estructura atómica del azul maya, un pigmento compuesto que combina una arcilla con un tinte orgánico, lo que llevó a los equipos a producir pigmentos inspirados en este pigmento histórico que presenta otros colores, como el "púrpura maya".

### Artículos relacionados
- Síntesis química